# Па (танці)
Па (від фр. pas — крок) — термін хореографії, який широко використовується в балеті, історико-побутовому та бальному танці, що позначає танцювальний крок — окремий ритмічний танцювальний рух з певною постановкою ніг. Спочатку "па" - це базовий рух, крок, лейтмотив, на якому будується окремий танець (наприклад, pas бурре, pas менуету, pas вальса, pas польки). У побутовому розумінні це будь-який танцювальний рух.
У вузькому значенні «па» — це окремий танцювальний рух. Термін є складовою частиною безлічі названих конкретних рухів класичного танцю, в тому числі багатьох стрибків.  У виконанні «па» зазвичай діють обі ноги (на відміну від іншої групи рухів, батманів, де визначається рух однієї, працюючої, ноги). До рухів із групи звернень термін «па» не застосовується.
У ширшому значенні «па» — це поєднання кількох танцювальних рухів, розподілених на певну кількість музичних тактів, закінчена танцювальна фраза, комбінація, і навіть ціла хореографічна композиція, танцювальний номер в цілому.